# Shan he gu ren
Shan he gu ren (Chinees: 山河故人 - internationale titel: Mountains May Depart) is een Chinees-Franse film uit 2015, geschreven en geregisseerd door Jia Zhangke. De film ging in première op 20 mei op het Filmfestival van Cannes.

## Verhaal
Het driedelig verhaal start in 1990 in de provincie Shanxi waar een jonge vrouw (Zhao Tao) haar geliefde Dong verlaat om te trouwen met een rijke mijneigenaar. In het tweede deel dat zich in de huidige tijd afspeelt, keert de man terug naar Shanxi om te ontdekken dat zijn vroegere verloofde gescheiden is en vervreemd van haar zoon. Het laatste deel speelt in 2025 in Australië waar de zoon een betekenisloos bestaan leeft als medewerker in een casino. Het enige Chinees woord dat hij kan lezen is "moeder".

## Rolverdeling
| Acteur         | Personage    |
| -------------- | ------------ |
| Zhao Tao       | jonge Lianzi |
| Sylvia Chang   |              |
| Zhang Yi       | Dong         |
| Dong Zijian    |              |
| Liang Jingdong |              |